# Acalypha pulchrespicata
Acalypha pulchrespicata är en törelväxtart som beskrevs av Albert Ulrich Däniker. Acalypha pulchrespicata ingår i släktet akalyfor, och familjen törelväxter. Inga underarter finns listade i Catalogue of Life.